# 1906 ve fotografii

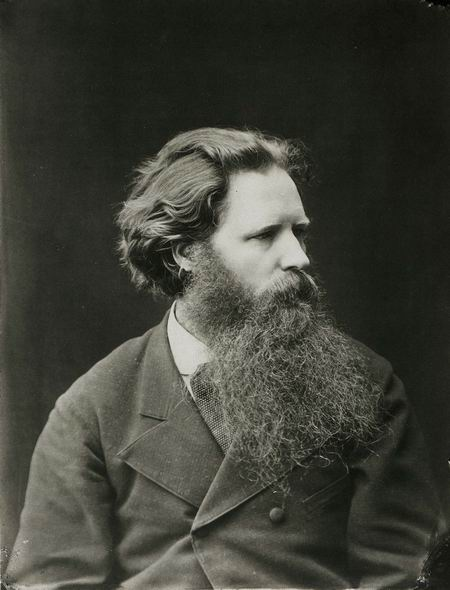
Andrej Osipovič Karelin v roce 1906 zemřel

Tento článek obsahuje významné fotografické události v roce 1906.

## Události
- Émile Courtet (řečený Émile Cohl, 1857–1938) praktikoval první triky animovaného filmu, v Evropě tehdy neznámého.[zdroj?]
- George Raymond Lawrence fotografoval z draka trosky šest měsíců po zemětřesení v San Franciscu v roce 1906 velkoformátovým panoramatickým fotoaparátem a stabilizační plošiny, kterou sám navrhl.[1] Jednalo se o 160stupňovou panoramatickou fotografii pořízenou z výšky 600 metrů, která byla vyvolána kontaktním otiskem z negativu o rozměrech 17 × 48 palců (43,18 x 122 cm). Fotoaparát vážil 22 kilogramů a používaly se v něm celuloidové desky.

## Narození v roce 1906
- 20. ledna – Spyros Meletzis,  řecký fotograf odboje v letech 1941-1944 († 14. listopadu 2003)
- 8. března – Victor Hasselblad, inženýr a vynálezce mono-objektivu 6×6 cm  († ?)
- 22. dubna – Li Gotami Govinda, indická malířka, fotografka, spisovatelka a skladatelka († 18. srpna 1988)
- 27. dubna – Pierre Izard, švýcarský fotograf († ?)
- 2. května – Philippe Halsman, americký fotograf  († ?)
- 20. května – Ellen Auerbach, německá židovská imigrantka, představitelka modernistické fotografie, fotografie dětí, před válkou pracovala v berlínském fotostudiu s  Gretou Stern, studio zaměřené na portrétní a reklamní fotografii bylo jedním z prvních na světě, které vedly dvě ženy († 30. července 2004)
- 29. května – Paul Almásy, maďarský fotograf († ?)
- 7. června – Jean Moral, francouzský fotograf († ?)
- 21. července – Tony Krier, lucemburský fotograf a novinář († 22. září 1994)
- 31. července – Horacio Coppola, argentinský fotograf († 18. června 2012
- 17. září – Sakae Tamura, japonský fotograf († ?)
- 14. prosince – Asbjørn Nesheim, norský kurátor a fotograf († 19. ledna 1989)
- 27. prosince – Andreas Feininger, americký fotograf německého původu († 18. února 1999)
- ? – Alexandr Borisovič Kapusťanskij, ruský fotograf († ?)
- ? – Américo Ribeiro, portugalský fotograf († ?)
- ? – Artür Harfaux, francouzský fotograf († ?)

## Úmrtí v roce 1906
- 4. března – Farnham Maxwell-Lyte, britský fotograf
- 9. března – Étienne Carjat, francouzský fotograf
- 10. června – Gustave de Beaucorps, francouzský fotograf, v letech 1857 až 1861 produkoval pohlednice v Evropě (Francie, Belgie, Německo, Španělsko, Itálie), v severní Africe (Maroko, Alžírsko) a v Orientu (Sýrie, Palestina, Egypt) (* 13. listopadu 1824)
- 12. srpna – Andrej Osipovič Karelin, ruský fotograf (* 16. července greg. / 4. července 1837)
- 20. září – Johan von der Fehr, norský fotograf (* 8. června 1833)
- 26. listopadu – Olaf Martin Peder Væring, norský fotograf (* 30. dubna 1837)
- prosinec – Mary Dillwynová, první fotografka ve Walesu, fotografovala květiny, zvířata, rodinu a přátele ve 40. a 50. letech 19. století (* 1816)
- ? – Toma Chitrov, bulharský národní revolucionář, obrozenec a fotograf (* 1840)
- ? – Genzó Maeda, japonský fotograf a lékař (* 1831)